# Лара (щат)
Ла̀ра (на испански: Lara) е един от 23-те щата на южноамериканската държава Венецуела. Намира се в северозападната част на страната. Общата му площ е 19 800 км², а населението е 2 007 190 жители (по изчисления за юни 2017 г.). Основан е през 1901 г.